# Collégiale Notre-Dame de Murat
Pour les articles homonymes, voir collégiale Notre-Dame.
La collégiale Notre-Dame de Murat est une collégiale située en France sur la commune de Murat, en région Auvergne-Rhône-Alpes.

## Localisation
La collégiale se trouve au centre-ville de Murat.

## Historique
L'église, fortement remaniée au XIXe siècle, a notamment vu sa voûte refaite en 1854.

### Protection
L'église collégiale Notre-Dame est inscrite au titre des monuments historiques par arrêté du 7 octobre 1991.

## Description

### Mobilier
L'église comporte de nombreux objets classés, tels que :
- le reliquaire de la Vierge, de Saint-Clair et de Sainte-Victoire[2] ;
- la statue : Vierge à l'Enfant dite Vierge noire[3] ;
- l'orgue de tribune : partie instrumentale de l'orgue[4] ;
- l'orgue de tribune[5] ;
- la statue : Sainte Lucie[6] ;
- le tableau : Urbain II prêchant la croisade à Clermont-Ferrand[7] ;
- la cloche[8].